# Diócesis de Écija

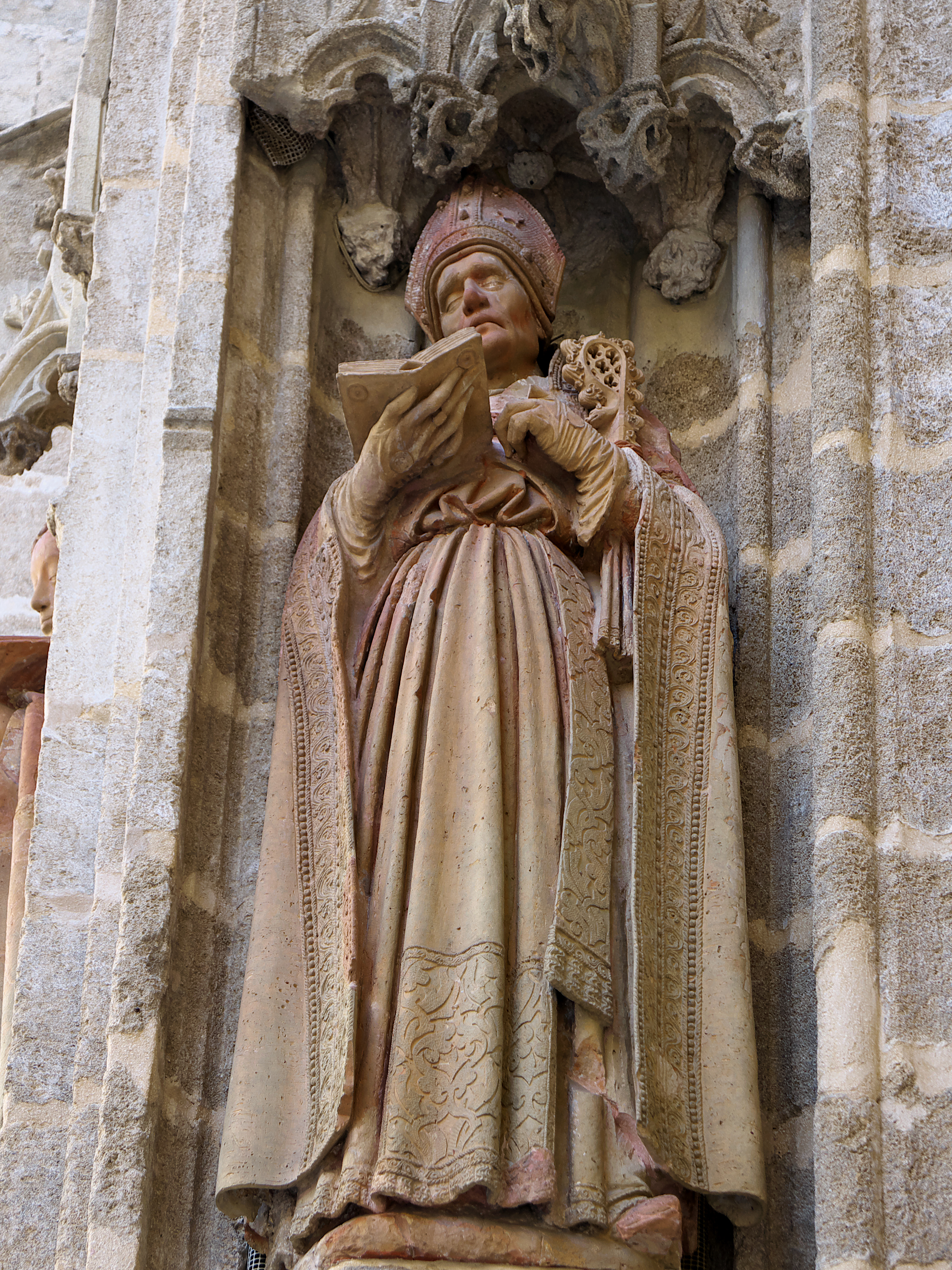
San Fulgencio, portada del Bautismo catedral de Sevilla.

Según la leyenda, la diócesis de Écija o  Iglesia astigitana fue creada por san Pablo a su paso por Écija, siendo la primera capital de la Bética con sede episcopal. En realidad, probablemente se constituyera en algún momento del siglo IV.

## Historia
De la época romana no se tienen más noticias hasta la segunda etapa, la visigótica, en la que la iglesia ecijana acude a dos concilios: el de Elvira, al que asiste el presbítero Barbatus en representación del obispo, en el año 300, y el de Arlés, en el año 314, al que asiste igualmente un presbítero, Termario, en nombre del Obispo Natalio.
De nuevo se pierden noticias hasta el año 580, en que ocupa la silla Gaudencio. Le sucedió Pegasio, que por el año 590 gobernaba esta Iglesia. A este le sucede Fulgencio, hijo de Severiano, capitán general de Cartagena, y de Teodora, hija de Teodorico. Fue Fulgencio hermano de san Leandro, san Isidoro y santa Florentina y hermano de madre de san Hermenegildo.
Desde el año 630 al 638 la silla episcopal es ocupada por Avencio, que mediante intrigas había depuesto a Marciano, figurando su firma en el IV Concilio de Toledo. En el VI Concilio de Toledo se restablece a Marciano.
Desde el 639 hasta después del año 653 le sigue Estéfano que asistió al VII y VIII Concilio de Toledo.
Hay un lapso de tiempo en que se pierde la memoria de cuántos más gobernaron esta Iglesia, hasta que en el año 681 aparece Teodulfo que asistió a dos Concilios de Toledo: el XII y el XIII. A este obispo le sigue Nasibardo que asistió al XV Concilio de Toledo.
El sucesor de Nasibardo es Arvidio que asistió al XVI Concilio de Toledo. Este, tuvo que abandonar su sede, cuando la invasión musulmana de la península ibérica, retirándose a Portugal junto con los demás obispos de Andalucía.
No se tiene más noticias de esta diócesis ecijana durante el tiempo de la dominación sarracena, pero es indudable su existencia, ya que según Ambrosio de Morales en el año 862 vivió Beato, obispo de Écija, y Martín vivía a principios del siglo X, según una inscripción en piedra descubierta en la sierra de Córdoba en 1729. Y a mediados del siglo X se sabe que existió Servando.
Y aunque no hay noticias concretas, debemos persuadirnos de que los obispos ecijanos prosiguieron hasta el tiempo de los almorávides en el año 1144, ya que el califa Omar-ben-Abdelacid recomendó expresamente que se dejase a los cristianos en posesión de sus templos y del libre ejercicio de su culto según los tratados.
Con la Reconquista, se configura como uno de los cinco arcedianatos que compusieron la archidiócesis hispalense. Comprendía los términos de Écija, Osuna, Marchena y La Puebla de Cazalla.
En el Libro Blanco, fechado en 1411, se presenta como una vicaría.
En el año 1813 se intenta restaurar la sede episcopal astigitana, e incluso instaurar en Écija la capitalidad de una provincia.
En 1969 el Vaticano restableció la diócesis como titular, otorgándole el título de arzobispo de Écija al Monseñor Agostino Marchetto.